# The Best FIFA Football Awards
Mit The Best FIFA Football Awards bezeichnet der Weltfußballverband FIFA seit 2016 seine jährliche Gala zur Ehrung der besten Spieler und Trainer des Vorjahres. In ähnlicher Form fanden zwischen 1991 und 2009 die FIFA World Player Gala sowie zwischen 2010 und 2015 die FIFA Ballon d’Or Gala als Vorgängerveranstaltungen statt. Die The Best FIFA Football Awards fanden erstmals am 9. Januar 2017 in Zürich statt, dabei wurden die Ehrungen für das Fußballjahr 2016 vergeben. 
Die neue Namensgebung The Best wurde als Verbindung zu den Fußballfans angedacht, die ihre Lieblingsakteure und -tore nach Angabe der FIFA gerne als „den oder das Beste“ bezeichnen. Bei der Gala werden insgesamt zehn Auszeichnungen vergeben:
- The Best – FIFA-Weltfußballer (seit 1991)
- The Best – FIFA-Weltfußballerin (seit 2001)
- The Best – FIFA-Welttrainer Männer (seit 2010)
- The Best – FIFA-Welttrainer Frauen (seit 2010)
- The Best – FIFA-Welttorhüter (seit 2017)
- The Best – FIFA-Welttorhüterin (seit 2019)
- FIFA-Puskás-Preis (seit 2009)
- FIFA-Marta-Preis (seit 2024)
- FIFA-Fairplay-Preis (seit 1987)
- FIFA-Fanpreis (seit 2016)
- FIFA FIFPro World XI (seit 2009)

Aufgrund eines veränderten Wahlverfahrens können nun auch Fans online die Gewinner der Spieler- und Trainerauszeichnungen mitbestimmen; zusammen mit weltweit etwa 200 Medienvertretern machen sie 50 % der Stimmen aus. Zur anderen Hälfte wahlberechtigt sind klassischerweise die Spielführer und Trainer aller Nationalmannschaften, wie es schon von 1991 bis 2009 noch als Gegenpol zum medienbasierten Ballon d’Or der Fall gewesen war.
Der Puskás-Preis wird von Benutzern von FIFA.com aus zehn vorausgewählten Toren gewählt, wobei wie bei den Spieler- und Trainerpreisen nach der Abstimmung zunächst die Top 3 bekanntgegeben werden. Beim Fairplay-Preis wird der Sieger von einer Jury aus Fußballexperten bestimmt. Die FIFA FIFPro World 11 wird von der internationalen Spielergewerkschaft FIFPro, respektive den von ihr vertretenen Fußball-Profis, aus einer Auswahl von 55 Nominierten gewählt. Neu eingeführt ist der FIFA-Fanpreis, der für Fangruppen gedacht ist und bei dem ein Expertengremium drei besondere Momente des vergangenen Jahres auswählt, über die dann Nutzer von FIFA.com abstimmen. Nicht mehr vergeben wird nach dem Ende der Amtszeit von Sepp Blatter der FIFA Presidential Award.